# Churchill Cup 2011
La Churchill Cup 2011 fue la novena y última edición de esa competencia de rugby hoy extinta.
Comenzó el 4 de junio y terminó el 18 del mismo mes.
Los England Saxons se consagraron campeones al vencer en la final a Canadá.

## Posiciones

### Grupo A
| Pos. | Equipo         | Encuentros | Encuentros | Encuentros | Encuentros | Tantos  | Tantos    | Tantos     | Puntos |
| Pos. | Equipo         | jugados    | ganados    | empatados  | perdidos   | a favor | en contra | diferencia | Puntos |
| ---- | -------------- | ---------- | ---------- | ---------- | ---------- | ------- | --------- | ---------- | ------ |
| 1    | England Saxons | 2          | 2          | 0          | 0          | 128     | 22        | + 106      | 10     |
| 2    | Tonga          | 2          | 1          | 0          | 1          | 58      | 54        | + 4        | 5      |
| 3    | Estados Unidos | 2          | 0          | 0          | 2          | 21      | 131       | - 110      | 0      |

| 4 de junio | England Saxons | 87 – 8 | Estados Unidos |  |  |

| 8 de junio | Tonga | 44 – 13 | Estados Unidos |  |  |

| 12 de junio | England Saxons | 41 – 14 | Tonga |  |  |

### Grupo B
| Pos. | Equipo   | Encuentros | Encuentros | Encuentros | Encuentros | Tantos  | Tantos    | Tantos     | Puntos |
| Pos. | Equipo   | jugados    | ganados    | empatados  | perdidos   | a favor | en contra | diferencia | Puntos |
| ---- | -------- | ---------- | ---------- | ---------- | ---------- | ------- | --------- | ---------- | ------ |
| 1    | Canadá   | 2          | 2          | 0          | 0          | 60      | 30        | + 30       | 9      |
| 2    | Italia A | 2          | 1          | 0          | 1          | 36      | 45        | - 9        | 4      |
| 3    | Rusia    | 2          | 0          | 0          | 2          | 37      | 58        | - 31       | 1      |

| 4 de junio | Italia A | 12 – 26 | Canadá |  |  |

| 8 de junio | Canadá | 34 – 18 | Rusia |  |  |

| 12 de junio | Italia A | 24 – 19 | Rusia |  |  |

### Quinto puesto
| 18 de junio | Estados Unidos | 32 – 25 | Rusia |  |  |

### Tercer puesto
| 18 de junio | Italia A | 27 – 18 | Tonga |  |  |

## Final
| 18 de junio | England Saxons | 37 - 6 | Canadá |  |  |